# Cheilotrichia (Empeda) perflavens
Cheilotrichia (Empeda) perflavens is een tweevleugelige uit de familie steltmuggen (Limoniidae). De soort komt voor in het Nearctisch gebied.